# Chubutisaurus
Chubutisaurus ist eine Gattung sauropoder Dinosaurier, die während der frühen Oberkreide (Cenomanium) in Südamerika lebte. Innerhalb der Sauropoden wird Chubutisaurus zu den Titanosauriformes gestellt, wobei die systematische Position innerhalb dieser Gruppe umstritten ist. 
Bisher ist ein einziges fragmentarisches Skelett bekannt, das verschiedene unvollständige Wirbel sowie einige Knochen der Vorder- und Hinterbeine mit einschließt. Weitere Wirbel desselben Skeletts konnten 1991 und 2007 geborgen werden. Der Fundort befindet sich in der argentinischen Provinz Chubut, die Fossilien können vermutlich auf das Cenomanium datiert werden. Einzige bekannte Art ist Chubutisaurus insignis.

## Merkmale
Chubutisaurus war ein großer Sauropode, so misst der gefundene Oberschenkelknochen eine Länge von 168 Zentimeter. Wie alle Sauropoden handelte es sich um einen Pflanzenfresser mit langem Hals und Schwanz sowie kleinem Kopf. Von verwandten Gattungen lässt sich Chubutisaurus anhand von drei einzigartigen Merkmalen (Autapomorphien) der Rückenwirbel abgrenzen, so zeigen beispielsweise die mittleren Rückenwirbel tiefe seitliche Aushöhlungen (Pleurocoele), innerhalb derer sich jeweils drei Laminae (dünne Knochenbrücken) befinden.

## Systematik
Ursprünglich klassifizierte del Corro (1975) diese Gattung innerhalb einer eigenen, monotypischen Gruppe von Sauropoden, der Chubutisauridae. Bei späteren Autoren fand der Name Chubutisauridae jedoch keine Verwendung. Salgado (1993) bemerkte, dass Chubutisaurus Ähnlichkeiten mit der Brachiosauridae und den Titanosauriern zeigte, klassifizierte die Gattung jedoch als nicht weiter einzuordnenden Sauropoden (Sauropoda incertae sedis). Später klassifizierten Salgado und Kollegen (1997) Chubutisaurus erstmals als einen Vertreter der Titanosauriformes, einer Gruppe, welche die Brachiosauridae, die Titanosauria sowie verschiedene ursprüngliche Formen umfasst. Diese Klassifikation wird noch heute unterstützt, wobei die genaue Position innerhalb der Titanosauriformes umstritten ist. Während in den 1990er Jahren eine Zugehörigkeit zu den Brachiosauridae diskutiert wurde, wird die Gattung heute entweder als ursprünglicher Vertreter der Titanosauria oder als Vertreter der Titanosauriformes außerhalb der Titanosauria und der Brachiosauridae betrachtet.

## Forschungsgeschichte und Namensgebung
Das einzige bekannte Exemplar wurde um das Jahr 1961 von einem lokalen Farmer entdeckt und 1965 von einer paläontologischen Expedition unter der Leitung von Guillermo del Corro geborgen. Die Bergung der Fossilien beanspruchte 30 Tage kontinuierlicher Feldarbeit und erfolgte mithilfe von Dynamit. Diese Fossilien werden heute im Museo Argentino de Ciencias Naturales Bernardino Rivadavia  aufbewahrt. 1991 gelang es einer zweiten Expedition, mit Hilfe des Sohnes des Farmers den Fundort wiederzufinden. Grabungen im Jahr 1991 und 2007 brachten daraufhin weitere Fossilien desselben Exemplars, vor allem Wirbel, zum Vorschein. Diese zusätzlichen Funde werden im Museo Paleontológico Egidio Feruglio aufbewahrt.
Der Fundort befindet sich im Departamento Paso de Indios in der argentinischen Provinz Chubut. Er zählt zum Bayo-Overo-Member, einer Subformation der Cerro-Barcino-Formation.
Die 1974 von Guillermo del Corro veröffentlichte Erstbeschreibung ist kurz und behandelte lediglich Schwanz- und Rückenwirbel sowie Oberarm- und Oberschenkelknochen. Eine umfangreichere Beschreibung, die auch Elle, Speiche und Mittelhandknochen mit einschließt, wurde 1993 von Leonardo Salgado veröffentlicht. 2011 publizierten José Carballido und Kollegen schließlich eine ausführliche Beschreibung aller bekannten Fossilien des Exemplars, einschließlich jenen, die 1991 und 2007 geborgen wurden.
Del Corro benannte diesen Sauropoden nach der argentinischen Provinz Chubut. Der zweite Teil des Artnamens, insignis, stammt aus dem Lateinischen und bedeutet so viel wie „herausragend“, was auf die besondere Größe der Bein- und Wirbelknochen hinweisen soll.